# Aleksandra Kozioł
Aleksandra Kozioł, najczęściej jako Ola Kozioł (ur. 28 kwietnia 1983 w Skierniewicach) – polska artystka specjalizująca się w malarstwie, instalacjach, sztuce wideo i performance. Wykładowczyni na Akademii Sztuk Pięknych im. Władysława Strzemińskiego w Łodzi.

## Życiorys
W latach 2002–2008 studiowała w Akademii im. J. Długosza w Częstochowie na Wydziale Edukacji Artystycznej. W 2005 podjęła studia na Akademii Sztuk Pięknych im. Wł. Strzemińskiego w Łodzi na Wydziale Grafiki i Malarstwa, które ukończyła w 2009 w pracowni malarstwa prof. Piotra Stachlewskiego. W 2022 uzyskała stopień doktora (tytuł pracy: Obrazy audytywne). 
W swoich performansach bazuje na głosie, najczęściej wykorzystując technikę białego śpiewu. Do poruszanych przez nią tematów należą m.in. prawa zwierząt, relacje międzyludzkie i międzygatunkowe czy szacunek dla przyrody. Odwołuje się przy tym do ekologii, posthumanizmu, krytyki konsumpcjonizmu, feminizmu i pacyfizmem. 
Brała udział w takich inicjatywach, jak m.in.: 8. Międzynarodowy Festiwal Sztuki Wizualnej inSPIRACJE/apocalypse w Szczecinie (2012, GRAND PRIX), Festiwal Arterie w Częstochowie (2013), Biennale Sztuki Młodych RYBIE OKO w Słupsku (2011, 2013), "A Tourist in Other People’s Reality" w Vestry House Museum w Londynie (2013), Międzynarodowy Festiwal Sztuki Efemerycznej Konteksty w Sokołowsku (2014), Mediations Biennale w Poznaniu (2014), Nomadic Arts Festival w Rzymie (2015), Performance Art Studies w Atenach (2015), PAP Open w Bergen (2017), Turin Table- Performance Art Week (2018).  
Współtworzyła takie projekty muzyczne jak Mutant Goat (płyta Yonder), 18 rzek, Miejskie Darcie Pierza, Chór Strzemińskiego. Wspólnie ze Suavasem Lewym tworzy grupę artystyczną Przepraszam. Współrealizuje i wspiera projekty edukacyjne, artystyczne i społeczne, warsztaty dla dzieci oraz warsztaty otwierające z głosem dla kobiet.